# Le Toubib
Pour plus de détails, voir Fiche technique et Distribution.
Le Toubib est un film français réalisé par Pierre Granier-Deferre et sorti en 1979. Il s'agit d'une adaptation du roman de Jean Freustié, Harmonie ou les horreurs de la guerre, publié en 1973.

## Synopsis
En 1983, alors que fait rage la Troisième Guerre mondiale, dans un pays d'Europe non déterminé, le personnel médical d'une antenne chirurgicale, située à l'arrière des lignes, vit en perpétuel état d'alerte. Taciturne et apparemment insensible, Jean-Marie Desprée, chirurgien talentueux brisé par la vie et le départ de sa femme, se consacre exclusivement à son travail et à ses malades. Un jour, il fait la connaissance d'une jeune infirmière idéaliste, Harmony. À son contact, il va reprendre goût à la vie.

## Fiche technique
Sauf indication contraire, les informations mentionnées dans cette section peuvent être confirmées par la base de données cinématographiques Unifrance,  présente dans la section « Liens externes ».
- Titre original : Le Toubib
- Réalisation : Pierre Granier-Deferre, assisté de Denys Granier-Deferre
- Assistants à la réalisation : Denys Granier-Deferre, Patrick Jaquillard
- Scénario : Pierre Granier-Deferre, d'après le roman de Jean Freustié, Harmonie ou les horreurs de la guerre
- Dialogues : Pascal Jardin
- Musique : Philippe Sarde
- Photographie : Claude Renoir
- Montage : Jean Ravel
- Son : Jean Labussière
- Décors : Maurice Sergent
- Producteurs : Alain Delon, Alain Terzian, Sylvio Tabet
- Sociétés de production : Les Films 21, Adel Productions, Ecta Filmproduktion, Antenne 2
- Pays de production :  France -  Allemagne de l'Ouest
- Langue de tournage : français
- Format : Couleur - Son mono - 35 mm
- Genre : Drame, guerre, science-fiction
- Durée : 90 minutes (1h30)
- Date de sortie : 
  - France : 27 octobre 1979

## Distribution
- Alain Delon : Jean-Marie Desprée
- Véronique Jannot : Harmony
- Bernard Giraudeau : François
- Francine Bergé : Marcia
- Michel Auclair : le patron
- Catherine Lachens : Zoa
- Bernard Le Coq : Jérôme
- Henri Attal : le soldat du convoi
- Jean-Pierre Bacri : l'anesthésiste
- Dominique Zardi : un militaire

## Production
Le film bénéficia du soutien de l'armée française, qui fournit des prototypes et matériels qui n'étaient pas encore déployés. Le char de combat AMX-30 est utilisé dans le film.
Pour le casting, Alain Delon exigea de choisir sa partenaire féminine. Il propose à plusieurs actrices le rôle, comme Dominique Laffin, qui refuse sa proposition pour cause de divergences idéologiques : elle lui lance un verre au visage lors d'une soirée après qu'il a proféré une remarque sexiste. Le rôle échoit finalement à Véronique Jannot, connue pour ses rôles à la télévision, et qui tint là son premier grand rôle au cinéma, après celui dans "Sébastien parmi les hommes", en 1973.

### Tournage
De nombreux figurants sont des habitants de la Malmaison, commune près de laquelle le film a été tourné.
Le film a été tourné dans les départements de 
- L'Aisne
  - La Malmaison
  - Camp militaire de Sissonne
- Des Yvelines
  - Fontenay-Saint-Père
- Du Loiret
  - Douchy
- La Marne
  - Camp militaire de Mourmelon
- Les Hauts-de-Seine
  - Studios de Boulogne (SFP), 2 rue de Silly à Boulogne-Billancourt